# Publio Sestio Capitón Vaticano
Publio Sestio Capitón Vaticano  fue un político romano del siglo V a. C. perteneciente a la gens Sestia. Ocupó el consulado en el año 452 a. C. y formó parte del primer colegio de decenviros.
Su nomen se escribe de diversas formas según las fuentes, siendo «Sextio» en un pasaje de Tito Livio y «Siccio» en Dionisio de Halicarnaso. Su cognomen se escribe «Capitolino» en Tito Livio y Diodoro Sículo. «Vaticano» solo aparece en el Cronógrafo del 354 y parcialmente en los Fasti Capitolini.